# Orlando Bertini
Orlando Bertini (Roma, 15 novembre 1936 – Reggio Emilia, 2 settembre 2020) è stato un calciatore italiano, di ruolo terzino.

## Carriera
Arcigno terzino, gioca otto campionati nella Reggiana collezionando 180 presenze in Serie B e 64 in Serie C, categoria nella quale ha totalizzato altre 67 gare con il Legnano.